# Firma
Firma – nazwa, pod którą przedsiębiorca prowadzi działalność gospodarczą lub zawodową. Nie jest ona składnikiem przedsiębiorstwa (2013). Prawo do firmy jest prawem podmiotowym przysługującym każdemu przedsiębiorcy.

## Etymologia i znaczenie potoczne
Słowo to prawdopodobnie przyjęło się w języku polskim za pośrednictwem francuskiego firme, wywodzącego się od włoskiego firma, pierwotnie oznaczającego potwierdzenie umowy podpisem.
W języku potocznym pojęcie firma utożsamiane jest z pojęciem przedsiębiorstwo, jak też przedsiębiorca lub zakład pracy. Z prawnego punktu widzenia takie utożsamienie jest błędne.

## W ujęciu prawnym
Zgodnie z definicją zawartą w Kodeksie cywilnym firmą jest imię i nazwisko osoby fizycznej oraz nazwa osoby prawnej lub jednostki organizacyjnej nieposiadającej osobowości prawnej.
Kodeks cywilny w art. 432–4310 zawiera podstawowe informacje dotyczące firm. Wyrażają się one w kilku zasadach:

### Działanie pod firmą
Przedsiębiorca musi działać pod firmą – np. na umowach, innych dokumentach lub w jakichkolwiek innych formach komunikacji podmiotu z otoczeniem (np. w ofertach, reklamach, ogłoszeniach itp.), powinna widnieć pełna firma. Kodeks cywilny pozwala, aby to był skrót firmy i oznaczenie formy prawnej – również skrótowe.

### Zasady prawa firmowego
Firmę przedsiębiorcy ujawnia się we właściwym rejestrze – oznacza to, że firma jest jawna, tzn. każdy może ją poznać. Dzięki temu osoby fizyczne wykonujące działalność gospodarczą i przedsiębiorstwa nie są anonimowe. W Polsce funkcjonują dwa rejestry: Centralna Ewidencja i Informacja o Działalności Gospodarczej – dla osób fizycznych prowadzących działalność gospodarczą oraz Krajowy Rejestr Sądowy – dla osób prawnych i jednostek organizacyjnych nieposiadających osobowości prawnej.
Na tym samym rynku (w ujęciu przedmiotu obrotu i obszaru działalności – np. rynku sklepików spożywczych w określonym mieście czy rynku usług poczty elektronicznej) nie mogą istnieć dwie podobne firmy. Przykładem potwierdzającym to, jak ważne jest odróżnianie firm, może być odmowa zarejestrowania w Niemczech marki Gmail należącej do spółki Google, ponieważ dwa lata wcześniej nazwę G-mail w dobrej wierze zarejestrował już inny niemiecki przedsiębiorca.
Firma, pod którą przedsiębiorca działa, nie może zawierać informacji (zwrotów, słów, skrótów itp.), które mogłyby wprowadzić w błąd (w szczególności co do osoby przedsiębiorcy, przedmiotu i miejsca jego działalności czy źródeł zaopatrzenia). Zatem pod firmą Dolnośląska Fabryka Instrumentów Lutniczych Defil w Lubinie nie powinien działać np. warsztat samochodowy zlokalizowany w Łodzi.
Firma nie może być zbyta, jednakże przedsiębiorca może upoważnić innego przedsiębiorcę do korzystania z jego firmy (jedynie gdy nie wprowadza to w błąd osób trzecich).
Z punktu widzenia prawa prywatnego międzynarodowego firma podlega prawu siedziby przedsiębiorstwa należącego do danego przedsiębiorcy.

### Ochrona prawa do firmy
Firma podlega ochronie za pomocą następujących środków ochrony:
- roszczenia o zaniechanie naruszeń (art. 4310 KC)
- ochrony dóbr osobistych osoby fizycznej (art. 23 i 24 KC)
- ochrony dóbr osobistych osoby prawnej i jednostki organizacyjnej nieposiadającej osobowości prawnej (art. 23 i 24 w zw. z art. 43 KC)
- ustawa o zwalczaniu nieuczciwej konkurencji
- przepisy prawa karnego.

### Firma w spółkach
Firma spółki zawiera oznaczenie formy prawnej (w obrocie dopuszczalne jest stosowanie skrótów) oraz dodatkowo:
- w spółce cywilnej powinna zawierać imiona i nazwiska wszystkich wspólników, co najmniej pierwszą literę imienia oraz niezmienioną wersję nazwiska,
- w spółce jawnej powinna zawierać nazwisko lub nazwę przynajmniej jednego wspólnika,
- w spółce partnerskiej powinna zawierać nazwisko co najmniej jednego z partnerów[11],
- w spółce komandytowej oraz spółce komandytowo-akcyjnej powinna zawierać nazwisko jednego lub kilku komplementariuszy,
- w spółce z o.o. oraz spółce akcyjnej może mieć dowolną formę.

### Nazwy zastrzeżone
Niektóre wyrażenia mogą (a niekiedy muszą) używać w swoich firmach wyłącznie podmioty prowadzące ściśle określoną działalność. Przykładami są:
- „bank” lub „kasa”[12];
- „biuro informacji gospodarczej”[13];
- „towarzystwo funduszy inwestycyjnych”[14].